# جامعة ولاية كنساس

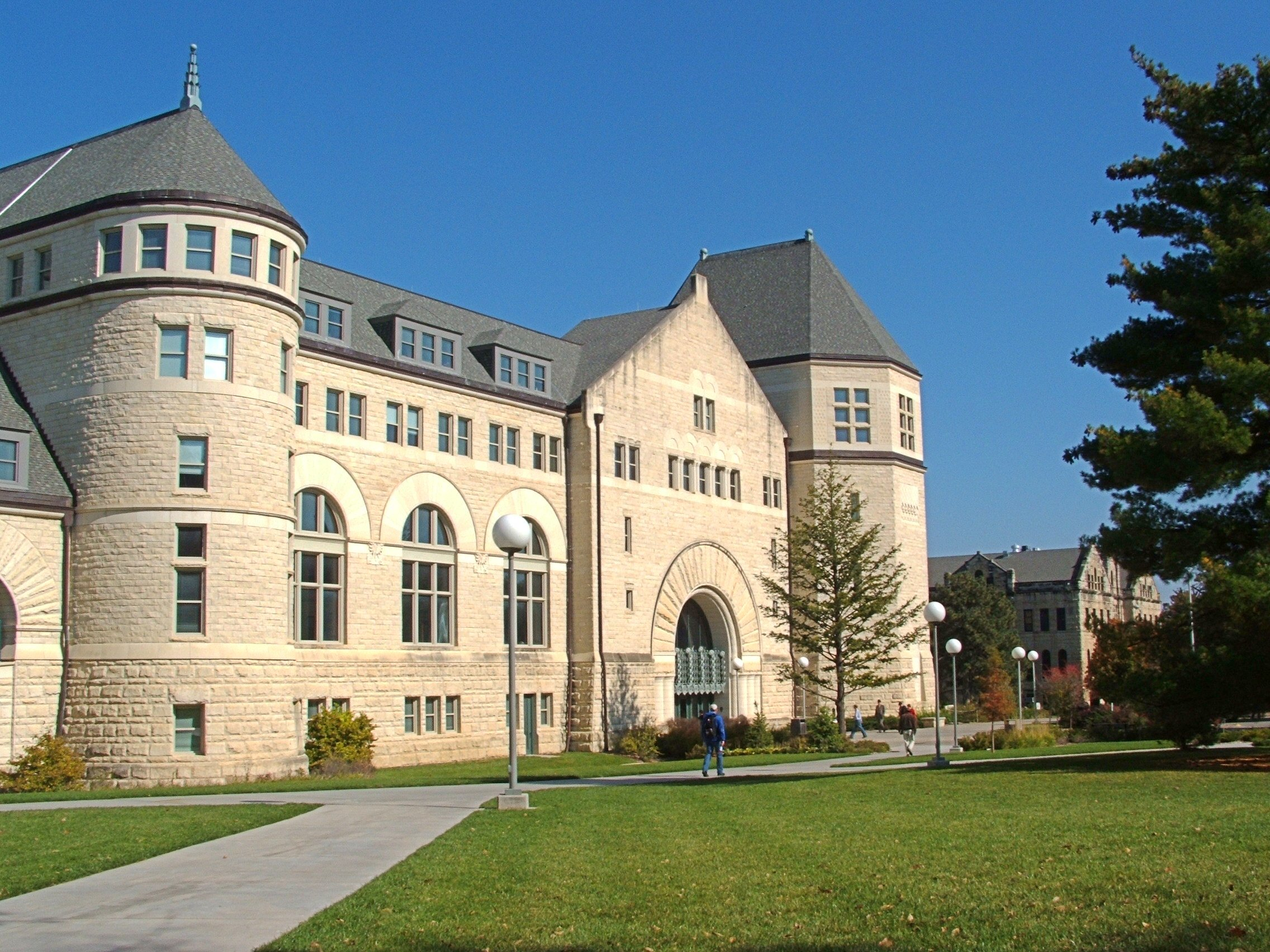
مكتبة الجامعة

جامعة ولاية كنساس (بالإنجليزية: Kansas State University)‏، هي جامعة أمريكية أنشئت سنة 1858 في منهاتن بولاية كانساس، تختص الجامعة وتدرس في مناهجها عدة تخصصات وهي :
- كلية الآداب.
- كلية العلوم.
- كلية الهندسة.
- إدارة الأعمال.
- كلية الزراعة.
- كلية التربية.
- كلية البيئة البشرية.
- كلية الهندسة المعمارية والخطيط والتصميم.
- كلية التكنلوجيا.
- كلية الطيران.
- كلية الطب البيطري.

يدرس الجامعة الأمريكية حالياً نحو 24.378 طالب وطالبة في أواخر الصيف عام 2012.

## وصلات خارجية
- الموقع الإلكتروني الرسمي
- موقع النادي الرياضي التابع للجامعة  نسخة محفوظة 25 أبريل 2006 على موقع واي باك مشين.
- Vietnam Office